# Püssi
Püssi es un municipio urbano de Estonia situado en el Condado de Ida-Viru, con una población de 1783 habitantes. Al sur de la ciudad de Püssi hay un gran brezal, y el ferrocarril Tallin-Narva pasa por el centro de la ciudad, antes de desaparecer en el denso bosque de la región.